# Morton-on-Swale
Morton-on-Swale – wieś w Anglii, w hrabstwie North Yorkshire, w dystrykcie (unitary authority) North Yorkshire. Leży 49 km na północny zachód od miasta York i 326 km na północ od Londynu.